# Tuffi ai campionati mondiali di nuoto 2015 - Trampolino 3 metri sincro femminile
La competizione di tuffi dal trampolino 3 metri sincro femminile dei campionati mondiali di nuoto 2015 si è disputata il 25 luglio 2015 nell'Aquatics Palace a Kazan'. Al mattino si è svolto il turno preliminare cui hanno partecipato 19 nazioni. Le dodici migliori coppie hanno gareggiato per le medaglie nella finale tenutasi nel pomeriggio.

## Medaglie
| Posizione | Atlete                    | Nazionalità |
| --------- | ------------------------- | ----------- |
| Oro       | Shi Tingmao Wu Minxia     | Cina        |
| Argento   | Jennifer Abel Pamela Ware | Canada      |
| Bronzo    | Samantha Mills Esther Qin | Australia   |

## Risultati
I finalisti sono segnalati in verde
| Posizione | Nazionalità   | Atleti                              | Preliminare | Preliminare | Finale | Finale    |
| Posizione | Nazionalità   | Atleti                              | Punti       | Posizione   | Punti  | Posizione |
| --------- | ------------- | ----------------------------------- | ----------- | ----------- | ------ | --------- |
| 1         | Cina          | Shi Tingmao Wu Minxia               | 312.90      | 1           | 351.30 | 1         |
| 2         | Canada        | Jennifer Abel Pamela Ware           | 302.01      | 2           | 319.47 | 2         |
| 3         | Australia     | Samantha Mills Esther Qin           | 291.90      | 3           | 304.20 | 3         |
| 4         | Ucraina       | Anastasiia Nedobiga Viktoriya Kesar | 281.49      | 6           | 302.85 | 4         |
| 5         | Italia        | Tania Cagnotto Francesca Dallapé    | 280.77      | 7           | 302.43 | 5         |
| 6         | Russia        | Nadežda Bažina Kristina Ilinykh     | 282.60      | 5           | 297.30 | 6         |
| 7         | Messico       | Arantxa Chávez Melany Hernández     | 273.93      | 10          | 296.19 | 7         |
| 8         | Malaysia      | Ng Yan Yee Nur Dhabitah Sabri       | 274.11      | 9           | 294.66 | 8         |
| 9         | Stati Uniti   | Abigail Johnston Laura Ryan         | 275.40      | 8           | 292.50 | 9         |
| 10        | Gran Bretagna | Alicia Blagg Rebecca Gallantree     | 287.40      | 4           | 286.86 | 10        |
| 11        | Germania      | Tina Punzel Nora Subschinski        | 265.50      | 12          | 278.40 | 11        |
| 12        | Paesi Bassi   | Uschi Freitag Inge Jansen           | 273.60      | 11          | 276.90 | 12        |
| 13        | Corea del Sud | Kim Su-ji Kim Na-mi                 | 252.66      | 13          |        |           |
| 14        | Porto Rico    | Jennifer Fernández Luisa Jiménez    | 249.24      | 14          |        |           |
| 15        | Sudafrica     | Nicole Gillis Julia Vincent         | 237.93      | 15          |        |           |
| 16        | Finlandia     | Taina Karvonen Iira Laatunen        | 230.88      | 16          |        |           |
| 17        | Ungheria      | Flóra Gondos Villő Kormos           | 229.92      | 17          |        |           |
| 18        | Brasile       | Tammy Takagi Juliana Veloso         | 228.87      | 18          |        |           |
| 19        | Croazia       | Maja Borić Marcela Marić            | 223.89      | 19          |        |           |